# Froneri International
 Froneri Ltd è una joint venture creata nel 2016 tra il gruppo inglese R&R Ice Cream plc, nato nel 1932 con sede a Leeming Bar, Yorkshire (Uk) ed attivo nel ramo del freddo (produzione di gelati), e la multinazionale svizzera Nestlé. Il capitale della società è diviso in una quota paritaria del 50% ciascuno fra i due gruppi. Tramite la subholding operativa Froneri International Ltd detiene la proprietà di tutti i marchi del comparto gelati precedentemente posseduti nei vari mercati internazionali da Nestlé e R&R.

## Storia
Le origini della società R&R Ice Cream risalgono al 1932, quando Regina Roncadin, imprenditrice italiana, aprì una gelateria ad Osnabrück, Germania. Dal 1970 suo nipote Eduardo iniziò a sviluppare una catena di gelaterie su tutto il territorio tedesco. Nel 1982 la famiglia Roncadin trasforma il business delle proprie attività da artigianali a industriali. Nel 1985 a Yorkshire, Inghilterra, l'imprenditore del settore agricolo Jonathan Ropner ed il finanziere James Lambert rilevando Cardosi, una locale impresa attiva nella produzione di gelati, creano la Richmond Ice Cream. Nel 1995 la Richmond opera la sua prima acquisizione di rilievo nel settore, comprando la Windsor Creameries, e diventando così la società alimentare del comparto gelati più importante del Regno Unito. Contemporaneamente la Roncadin trasferisce ed incorpora le sue attività italiane nei settori di produzione gelati e torte surgelate nella sua divisione tedesca L'Italiano Ice Cream GmbH. Nel 1997 Roncadin rilevando la società francese Girki dà origine alla Roncadin SA, con sede a Vayres, Francia. Nel 1998 Richmond rileva il produttore inglese di ghiaccioli Treats, cambiando ragione sociale in Richmond Foods plc. Nel 2000 Richmond acquisendo Allied Frozen Foods, suo maggiore concorrente nel Regno Unito, diventa la più grande azienda britannica attiva nel settore di produzione dei gelati. Nel 2001 Richmond rileva la divisione gelati di Nestlé nel Regno Unito. Con l'acquisto anche dei produttori inglesi Oldfield's nel 2003, De Roma Ice Cream nel 2004 e Skinny Cow nel 2005, termina il ciclo di acquisizioni di Richmond nel settore gelati. Nel frattempo Roncadin, dopo aver rilevato nel 2004 l'azienda polacca Zelona Budka ed aver ottenuto la licenza di produzione dei prodotti di Valentina Fruit Ice e Fit for Fun Ice Cream, viene acquisita nel 2005 dal fondo d'investimenti americano Oaktree Capital Management, il quale nel 2006 opera la fusione tra Roncadin e Richmond, dando così vita al gruppo R&R Ice Cream. Nel 2008 R&R acquisisce Kelly, un altro produttore di gelati del Regno Unito; nel 2010, a seguito dell'acquisizione del produttore francese Rolland, R&R diventa il secondo gruppo per vendite di gelati da supermercato nei mercati di Regno Unito, Germania e Francia. Nel 2011 R&R rileva Pilpa, altro produttore francese, e la private label tedesca Durigon; sempre nello stesso anno, stringe un accordo con Mondelez International per la licenza di produzione e commercializzazione delle versioni gelato di alcuni marchi dolciari e alimentari del gruppo, tra i quali Milka, Toblerone, Oreo e Philadelphia. Nel 2012 R&R rileva Eskigel, la più grande azienda italiana private label di produzione di gelato, con il relativo sito produttivo di Terni, e Yoomoo, il più grande produttore di yogurt surgelato del Regno Unito. Nel 2013 con l'acquisizione dell'inglese Fredericks Dairies, R&R aggiunge ai suoi marchi controllati Cadbury e Del Monte. Nello stesso anno il controllo di R&R viene ceduto dal fondo americano Oaktree Capital al fondo private equity francese Pai Partners. Infine nel 2016, a seguito della volontà di Nestlé di separare il comparto gelati dalle altre sua attività, R&R viene fusa insieme alla divisione gelati della multinazionale svizzera nella joint venture Froneri Ltd.

## Situazione attuale
La filiale italiana del gruppo, Froneri Italy (ex Italgel) ha sede a Ferentino (Frosinone), città dove è situato il principale sito produttivo italiano del gruppo, dopo la chiusura, avvenuta nel 2017, dello stabilimento di Parma. Un'altra unità produttiva in Italia riconducibile al gruppo si trova a Terni, dove è situato lo stabilimento di Eskigel, società attiva nella produzione di gelati private label rilevata da R&R nel 2012, e divisione italiana della società inglese prima della fusione delle proprie attività con quelle del ramo gelati di Nestlè in Froneri. Presente in più di 20 nazioni, possiede gli storici marchi Gelati Motta e Antica Gelateria del Corso in Italia, Schöller, Mövenpick e Frisco in Germania, Austria e Svizzera, Glaces Nestlé in Francia, Ice Cream Nestlé e Cadbury Ice Cream nel Regno Unito, Helados Nestlé in Spagna, Gelados Nestlé in Portogallo, Pingviini in Finlandia e Peters in Australia. Inoltre detiene anche la proprietà del marchio di surgelati Findus in Svizzera. Il 12 ottobre 2018 nello stabilimento di Ferentino è stato presentato il progetto di trasformazione del sito produttivo ciociaro del gruppo inglese in un grande polo logistico del freddo del centro-sud Italia: grazie alla partnership di Froneri con la società Pacaro Logistica, verrà realizzato un complesso industriale completamente automatizzato che entrerà in funzione a pieno regime nel 2020 ed avrà una capacità complessiva di circa 50.000 posti pallet.  All'inizio del 2019 Froneri ha deciso di chiudere la sua divisione in Bulgaria con il relativo stabilimento di Varna; d'ora in avanti il gruppo inglese sarà presente nel Paese importando i prodotti dalla sua filiale in Serbia Froneri Adriatic, il cui nuovo stabilimento di Stara Pazova inaugurato nel 2018 funziona da riferimento per tutti i mercati dell'area Adriatico-Balcanica dove opera. Contemporaneamente è stata decisa la chiusura del complesso industriale di Beauvais, in Francia; tutta la produzione di Froneri France è stata trasferita nell'altro impianto francese di Plouédern. Salgono così a quattro i siti produttivi chiusi dalla multinazionale inglese del ramo del freddo dall'inizio della sua creazione, a causa del processo di ristrutturazione dei business gestiti da R&R e Nestlé prima della loro unione: i primi due erano stati l'impianto italiano di Parma e quello di Tavros, in Grecia, entrambi fermati nel 2017. A febbraio 2019 Froneri International ha immesso sul mercato il nuovo marchio di gelati NUII®; si tratta del primo prodotto lanciato a livello globale da Froneri non ereditato da quelli precedentemente appartenuti a R&R e Nestlé. Nel maggio 2019, Froneri ha rilevato dalla multinazionale alimentare neozelandese Fonterra il marchio di gelati Tip Top. L'operazione, costata l'equivalente di 250 milioni di dollari USA (pari a circa 222 milioni di €), segna lo sbarco di Froneri nei mercati di Nuova Zelanda e Pacifico.
Il bilancio 2017 di Froneri si è chiuso con ricavi da 2,5 miliardi di euro. Nel bilancio 2018, Froneri ha riportato ricavi in crescita a 2,6 miliardi di euro; l'utile operativo è stato pari a 242.202 milioni di euro (+62% rispetto al 2017). Nel luglio 2019, Froneri attraverso l'acquisizione della controllata Noga Ice Cream e dei suoi relativi brand ha rilevato le attività nel segmento dei gelati di Nestlé anche in Israele, unico singolo Paese mondiale (ad eccezione delle varie nazioni del continente americano) dove Nestlé continuava ad operare in proprio nel settore. Nel dicembre 2019, Froneri acquista per una cifra pari a 4 miliardi di dollari le attività di Nestlé nel segmento gelati anche negli Stati Uniti, rilevando i marchi Häagen-Dazs, Dreyer's, Nestlé Ice Cream, Outshine, Skinny Cow, Edy's e Drumstick e facendo così il suo ingresso anche nel mercato nordamericano. Con questa operazione, Froneri porta al 10% la sua quota di mercato mondiale tra i produttori di gelati, preceduta solo da Unilever (al 18%). All'inizio del 2020, Froneri lancia il marchio RØAR®, una linea di gelati studiata per consumatori vegani e mirante, grazie ad una iniziativa di partnership e supporto finanziario con l'organizzazione di beneficenza animalista Panthera, alla salvaguardia delle razze selvatiche feline in estinzione. Nel novembre 2020 Froneri International cede la sua divisione surgelati nel mercato svizzero e il relativo marchio Findus a Nomad Foods per 110 milioni di €.

## Il nome
La denominazione Fronèri deriva dall'acronimo di Frozen-Nestlé-R&R (o Richmond & Roncadin).

## Divisioni e marchi di Froneri International
| Paese             | Società                                                                                | Marchi                                                                                |
| ----------------- | -------------------------------------------------------------------------------------- | ------------------------------------------------------------------------------------- |
| Argentina         | Froneri Argentina S.A.                                                                 | Frigor                                                                                |
| Australia         | Australasian Food Group Pty Ltd                                                        | Peter's, Connoisseur                                                                  |
| Austria           | Froneri Austria Gmbh                                                                   | Schöller, Mövenpick, Antica Gelateria del Corso, Nuii                                 |
| Brasile           | Froneri Brasil Distribuitora de Sorvetes e Congelados Ltda                             | Sorvetes Nestlé, Nobrelli                                                             |
| Bulgaria          | Froneri Bulgaria EOOD                                                                  | Ice Cream Nestlé, Nirvana                                                             |
| Egitto            | Froneri Ice Cream Egypt S.A.E.                                                         | Ice Cream Nestlé, Mövenpick, Dolce                                                    |
| Filippine         | Froneri Philippines Inc.                                                               | Nestlé Ice Cream, Cadbury Ice Cream                                                   |
| Finlandia         | Froneri Finland Oy                                                                     | Pingviini, Mövenpick, Nuii                                                            |
| Francia           | Froneri France S.A.S                                                                   | Glaces Nestlé, Pilpa, Nuii                                                            |
| Germania          | Froneri Schoeller GmbH, Froneri Ice Cream Deutschland GmbH, Erlenbacher Backwaren GmbH | Schöller, Mövenpick, Nuii                                                             |
| Grecia            | Froneri Hellas Ice Cream S.A.                                                          | Ice Cream Nestlé, Nirvana                                                             |
| Israele           | Noga Ice Cream Limited                                                                 | Extreme, La Cremeria, Cookilida                                                       |
| Italia            | Froneri Italy S.r.l., Eskigel S.r.l.                                                   | Gelati Motta, Antica Gelateria del Corso, La Cremeria, Alemagna Divis. Brioches, Nuii |
| Polonia           | Froneri Polska Sp Zoo                                                                  | Ice Cream Nestlé, Manhattan, Zielona Budka                                            |
| Regno Unito       | R&R Ice Cream Ltd                                                                      | Ice Cream Nestlé, Cadbury, Mövenpick, Kelly's, Yoomoo, Lyons Maid, Treats, Nuii       |
| Romania           | Froneri Ice Cream Romania S.R.L.                                                       | Ice Cream Nestlé, Nirvana                                                             |
| Russia            | Froneri Rus LLC                                                                        | Morozhenoye Nestlé, Mövenpick, 48 Kopeek                                              |
| Serbia            | Froneri Adriatic d.o.o Stara Pazova                                                    | Sladoleda Nestlé, Nirvana                                                             |
| Spagna Portogallo | Froneri Iberia S.L.                                                                    | Helados Nestlé, Postres, Nuii Gelados Nestlé                                          |
| Stati Uniti       | Froneri US, Inc.                                                                       |                                                                                       |
| Sudafrica         | Froneri South Africa (Pty) Ltd.                                                        | Dairymaid, Cadbury                                                                    |
| Svizzera          | Froneri Switzerland S.A.                                                               | Frisco, Mövenpick, Antica Gelateria del Corso                                         |

## Azionariato
Al maggio 2019:
Froneri International Limited (UK)
- Froneri Limited 100%

Froneri Limited (UK)
- Intertrust Employee Benefit Trustee Limited 60,55%
- Ibrahim Mahmood Najafi 20,61%
- Pacific Custodians Pty Ltd. 14,40%
- Riviera Topco SARL 2,01%
- Nestlé SA 1,27%
- Nestlé Unternehmungen Deutschland Gmbh 0,41%
- Nestlé France S.A.S. 0,34%
- Froneri Limited 0,32%